# Armenische Küche

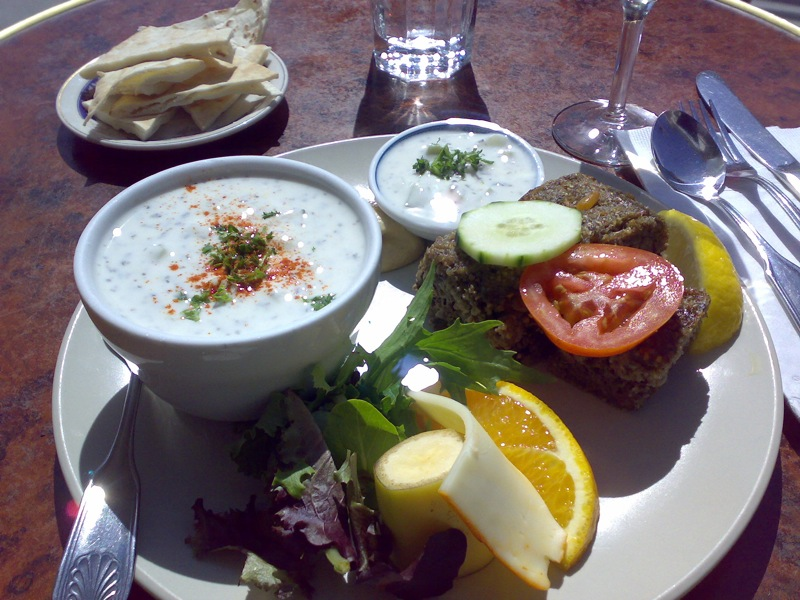
Kibbeh mit Joghurtsuppe

Die Armenische Küche ist die Landesküche Armeniens. Sie ähnelt den Küchen der anderen Länder des Kaukasus, dennoch gibt es einige Unterschiede. Während in Georgien Mais das wichtigste Getreide ist und in Aserbaidschan Reis, ist es in Armenien das aus Weizen hergestellte Bulgur. Die daraus zubereiteten Gerichte werden plav genannt und ähneln einem Pilaw. Typisch ist die Verwendung von Mehlmischungen aus Weizen, Mais und Kartoffeln. Weitere wichtige Grundnahrungsmittel sind Auberginen, Matzoon und Brot. Hammelfleisch ist für Armenier kein beliebtes Essen. Traditionell ist nur junges Lammfleisch gefragt. Die armenische Küche ist in ihren Grundzügen eine der ältesten Asiens und die älteste in Transkaukasien.

## Mezze
Wie in arabischen Ländern sowie der Türkei heißen kleine Imbisse hier Mezze. Die häufigsten Zutaten hierfür sind Auberginen, Linsen, Bohnen und Kichererbsen, geröstete Kürbiskerne, geröstete und gesalzene Pistazien. Auch in anderen Ländern bekannt sind Börek und Dolma. Eine stark gewürzte Fleischsorte erinnert an Pastrami. Das zu den Mezze gereichte Brot heißt Lawasch und ist ein dünnes knuspriges Weizenbrot.
Ein Salat aus sauer eingelegtem Gemüse und Zitronen kann eine Vorspeise sein oder eine Beilage zum Hauptgericht. Der wichtigste Speisefisch ist die Forelle aus dem Sewansee; sie wird auf viele Arten zubereitet. Eine Variante besteht darin, sie vor dem Backen mit Früchten wie getrockneten Pflaumen, Aprikosen oder Zwetschgen zu füllen. Generell wird Obst häufig in der Küche verwendet, auch als Einlage für Suppen und Eintöpfe.

## Suppen und Hauptgerichte
Typisch armenische Suppen basieren auf Tomaten, einer Mischung aus Eiern und Zitrone oder Joghurt und werden mit Zwiebeln, Knoblauch und Kräutern gewürzt. Weit verbreitet ist eine Suppe aus Gurke und Joghurt (Jajik). Mehrere Suppen werden mit Aprikosen zubereitet.
Eine beliebte Fleischspeise sind Köfte (kiufta). Als Speisefett wird in der Küche meistens das Fett des Fettschwanzschafs verwendet, für spezielle Gelegenheiten auch aus Schafsmilch zubereitete Butter. Es gibt zahlreiche mit Kräutern gewürzte Käsesorten, und Käse ist auch Bestandteil der meisten Mahlzeiten. Während spezielle Gewürze in der Küche sparsam verwendet werden, werden rund 300 Kräuter benutzt. Süßspeisen werden oft mit Rosenwasser, Orangenblütenwasser oder Honig aromatisiert. Baklava wird auch in Armenien gegessen, geht aber auf den Einfluss anderer Küchen zurück.

## Traditionelle Gerichte
- Eine traditionelle Speise Armeniens, deren Zubereitung in früheren Zeiten bestimmten Zeremonien unterlag ist die aus Weizenkörnern und Hühnerfleisch bestehende Harissa. Sie wird auch heute noch zu Feierlichkeiten von Armeniern weltweit gekocht.
- Chasch ist ein aus Kuhhaxen hergestelltes traditionelles Gericht.
- Das in Armenien meist verwendete und in der Herstellung sehr einfache Brot ist das Lawasch. Ursprünglich wurde es auf heißen Steinen des Lehmofens als Fladen gebacken.
- Als Teigtaschen werden Boraki zubereitet, die zylinderförmig und mit gebratenem Hackfleisch gefüllt sind.